# Gerd von Rundstedt

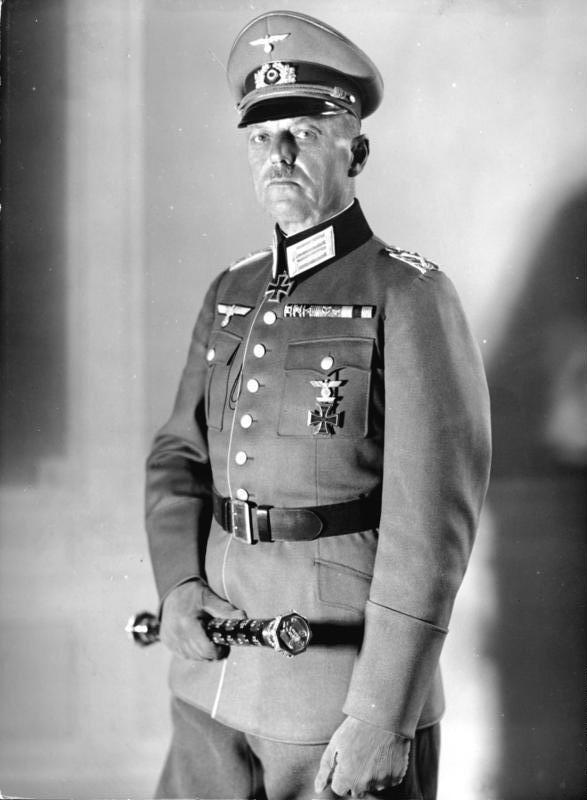
Gerd von Rundstedt 1940 nach seiner Ernennung zum Generalfeldmarschall

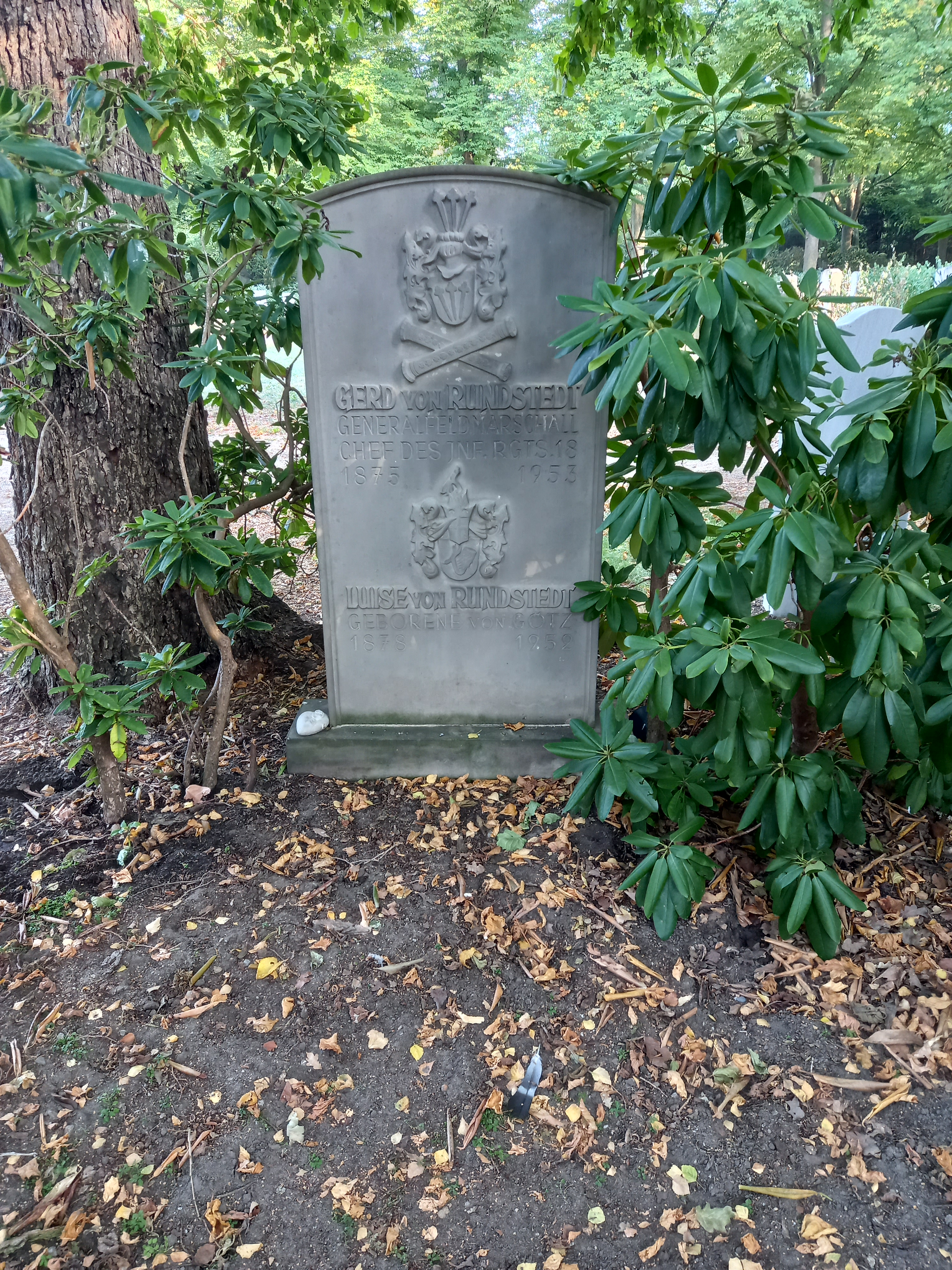
Das Grab von Gerd von Rundstedt und seiner Ehefrau Luise, geborene von Götz, auf dem Stadtfriedhof Stöcken in Hannover

Karl Rudolf Gerd von Rundstedt (* 12. Dezember 1875 in Aschersleben, Provinz Sachsen; † 24. Februar 1953 in Hannover) war ein deutscher Offizier, zuletzt Generalfeldmarschall im Zweiten Weltkrieg, und führte während des gesamten Kriegs militärische Großverbände (Heeresgruppen) an mehreren Fronten. Seine wichtigste Position war die des Oberbefehlshabers West, die er – mit mehreren Unterbrechungen – zwischen 1940 und 1945 innehatte. Von Rundstedt wurde nach dem Krieg wegen Kriegsverbrechen angeklagt. Wegen seines schlechten Gesundheitszustands wurde das Verfahren nie zum Abschluss gebracht.

## Familie
Gerd von Rundstedt entstammte dem altmärkischen Adelsgeschlecht von Rundstedt aus der Nähe von Stendal. Er war der gleichnamige Sohn des Rittmeisters und Eskadronschefs des in Aschersleben stationierten Magdeburgischen Husaren-Regiments Nr. 10 und späteren Generalmajors der Preußischen Armee Gerd von Rundstedt (1848–1916) und dessen Ehefrau Adelheid Fischer (1856–1925).
Gerd heiratete am 22. Januar 1902 in Kassel Luise (Bila) von Götz (* 6. November 1878; † 4. Oktober 1952), Tochter der Luise Freiin von Schlotheim, ihr Vater war der kgl. preuß. General d. Kav. Ludwig Freiherr von Schlotheim, und des Offiziers Georg von Götz-Hohenbocka. Das Paar hatte einen Sohn:
- Hans-Gerd (* 21. Januar 1903; † 12. Januar 1948) ⚭ 1935 Editha von Oppen (* 21. Oktober 1901; † 23. April 1982)

Der Landrat Götz von Götz war sein Schwager.

## Leben

### Kaiserreich und Erster Weltkrieg
Die Familie übersiedelte im Dezember 1882 anlässlich der Versetzung des Vaters zum Husaren-Regiment „König Humbert von Italien“ (1. Kurhessisches) Nr. 13 nach Hessen. Er trat nach Schulbesuch in Mainz (1884–86) und Frankfurt am Main (zuletzt Oberrealschule) 1890 in die Kadettenanstalt Oranienstein ein und wechselte 1890 auf die Preußische Hauptkadettenanstalt Groß-Lichterfelde, wo er 1892 die Primareife erlangte.
Am 22. März 1892 trat Gerd von Rundstedt als Fähnrich in das Infanterie-Regiment „von Wittich“ (3. Kurhessisches) Nr. 83 in Kassel ein. Nach Kommandierung zur Kriegsschule Hannover wurde er am 17. Juni 1893 zum Leutnant ernannt. Nach zehnjährigem Truppendienst, unter anderem als Bataillons- und Regimentsadjutant, besuchte er, seit 1902 Oberleutnant, von 1903 bis 1906 die Preußische Kriegsakademie in Berlin und wurde nach erfolgreichem Abschluss 1907 auf Probe in den Großen Generalstab kommandiert, in den man ihn 1909 als Hauptmann endgültig übernahm. 1912 erhielt er als Kompaniechef im 2. Ober-Elsässischen Infanterie-Regiment Nr. 171 erstmals ein Truppenkommando.
Im Ersten Weltkrieg wurde von Rundstedt als Generalstabsoffizier in der Türkei und in Frankreich eingesetzt. Bereits kurz nach Beginn des Krieges wurde er zum Major ernannt.

### Weimarer Republik

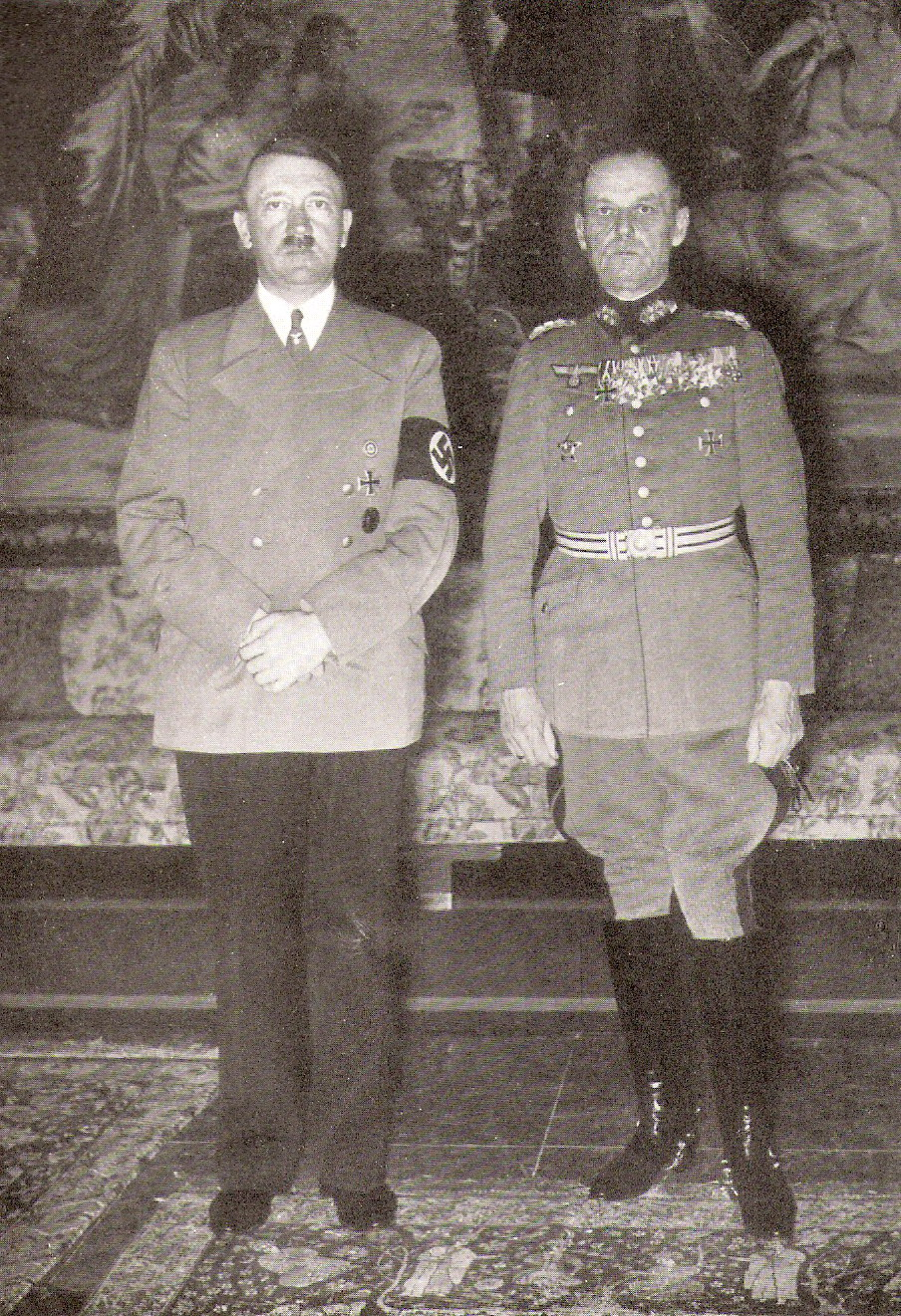
Gerd von Rundstedt (rechts) mit Adolf Hitler bei seiner Ernennung zum Regimentschef in der Reichskanzlei

Nach Ende des Kaiserreichs wurde Gerd von Rundstedt in die neuorganisierte Reichswehr der Weimarer Republik übernommen. Er wurde 1920 als Oberstleutnant Chef des Stabes der 3. Kavalleriedivision in Kassel und 1923 zum Oberst befördert. Ab 1925 war er Kommandeur des 18. Infanterie-Regiments in Münster. 1927 folgte die Ernennung zum Generalmajor. 1928 erhielt von Rundstedt das Kommando über die 2. Kavalleriedivision in Breslau, 1929 eine weitere Beförderung zum Generalleutnant. Am 19. Juli 1932 erhielt er als Befehlshaber des Wehrkreises III die vollziehende Gewalt in Berlin und der Mark Brandenburg. Tags darauf, beim Preußenschlag vom 20. Juli 1932, befehligte er die Einheiten der Reichswehr, die auf Anweisung des Reichskanzlers Franz von Papen, das bestehende Recht einer gewählten Landesregierung missachtend, unter Androhung militärischer Gewalt die preußische Regierung entmachteten. 1932 wurde von Rundstedt zum General der Infanterie befördert und gleichzeitig Oberbefehlshaber des Gruppenkommandos I in Berlin.

### Zeit des Nationalsozialismus

#### Vorkriegszeit

Uniform-schema
Chef / Inf.Rgt.18

Nach der Machtergreifung der NSDAP und der Umwandlung der Reichswehr in die Wehrmacht blieb er Oberbefehlshaber des Gruppenkommandos I in Berlin. Am 1. März 1938 wurde er zum Generaloberst befördert. Während der Sudetenkrise 1938 unterstützte er bei der Generalsbesprechung vom 4. August die allgemeine Auffassung der Generalität, dass Wehrmacht und Land noch nicht kriegsbereit seien. Nach der Besetzung des Sudetenlandes im Oktober 1938 wurde von Rundstedt auf eigenen Wunsch am 31. Oktober aus der Armee verabschiedet. Am 4. November 1938 wurde er zum Chef des Infanterieregiments 18 in Bielefeld ernannt; diese Ernennung wurde am 25. April 1939 mit einer großen Parade vollzogen.
Im April 1939 wurde er als Leiter des geheimen „Arbeitsstabs Rundstedt“ reaktiviert, der bei der geplanten Invasion Polens (Deckname: „Fall Weiß“) als Heeresgruppenkommando der Heeresgruppe Süd dienen und dafür Aufmarsch- und Operationspläne entwerfen sollte. Ihm zur Seite standen zunächst nur Generalleutnant Erich von Manstein als Chef des Stabes und Oberst Günther Blumentritt als Operationsoffizier. Am 23. August 1939 wurde der erweiterte „Arbeitsstab Rundstedt“, jetzt bezeichnet als AOK 12, nach Neisse in Oberschlesien verlegt und übernahm am 25. August den Befehl über die drei unterstellten Armeen.

#### Zweiter Weltkrieg

##### Überfall auf Polen

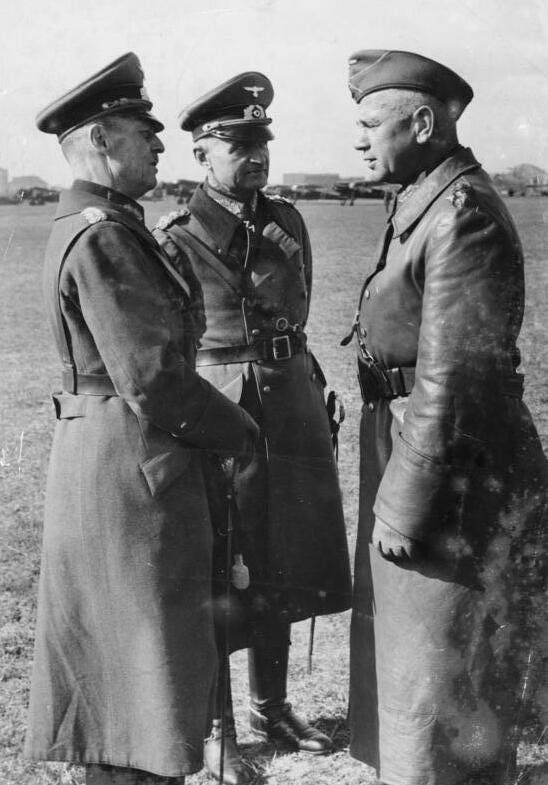
Gerd von Rundstedt, Johannes Blaskowitz und Walter von Reichenau (von links nach rechts) am Flughafen von Warschau. Aufnahme September 1939

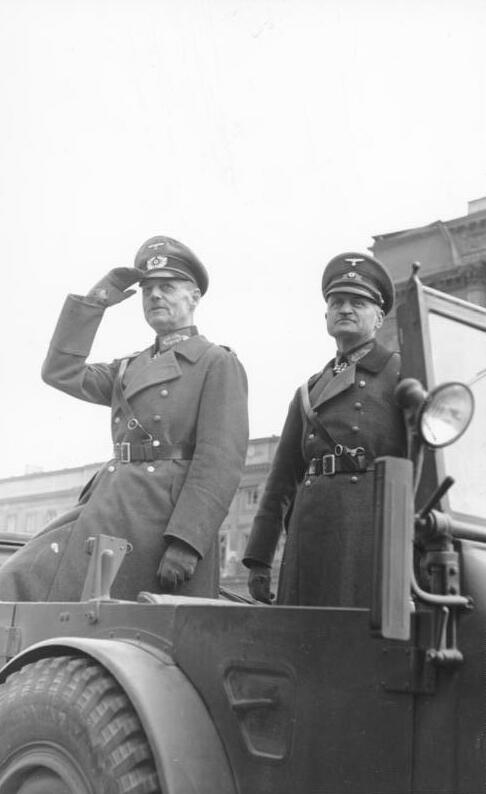
Gerd von Rundstedt (links) und Johannes Blaskowitz nehmen am 2. Oktober 1939 in Warschau die Parade auf dem Platz vor der Oper ab.

Als Oberbefehlshaber der Heeresgruppe Süd nahm von Rundstedt am Überfall auf Polen teil. Sein 886.000 Soldaten umfassender Verband sollte dabei von Schlesien und der Slowakei aus in Polen einmarschieren, während die Heeresgruppe Nord unter Fedor von Bock dies parallel von Pommern und Ostpreußen aus tun würde. Als Armeeführer wurden ihm die Generäle Johannes Blaskowitz (8. Armee), Walter von Reichenau (10. Armee) und Wilhelm List (14. Armee) unterstellt.
Am 1. September begann die Invasion. Der Feldzug schritt von Anfang an zügig voran. Innerhalb der ersten zwei Wochen besetzten von Rundstedts Truppen kampflos Krakau (6. September), Łódź (9. September) und Posen (10. September) und erreichten die Vororte von Warschau (8. September). Ein Eroberungsversuch der polnischen Hauptstadt musste im Anschluss jedoch nach einem Tag abgebrochen werden, nachdem Angriffe auf das dicht bebaute Stadtgebiet erfolglos geblieben waren. In Reaktion darauf verlegte sich von Rundstedt auf eine Belagerung der Stadt und ließ die Stadt 19 Tage lang durch Luftwaffe und Artillerie bombardieren. Diesem Bombardement fielen etwa 26.000 Zivilisten zum Opfer und große Teile der historischen Stadt wurden zerstört. Trotzdem wurden Versuche deutscher Parlamentäre am 14. und 16. September, eine kampflose Übergabe der Stadt auszuhandeln, von der polnischen Führung abgelehnt. Am 9. September war unterdessen die Schlacht an der Bzura entbrannt. Die Schlacht war die größte des Feldzugs und hatte mit einem Angriff der polnischen Armee Posen und Armee Pommerellen an der Flanke und im Rücken von Johannes Blaskowitz 8. Armee begonnen. Nach anfänglichen polnischen Erfolgen gelang es der 8. Armee jedoch den Durchbruch der polnischen Truppen zu stoppen, während von Rundstedt parallel die Umfassung der polnischen Truppen einleitete. Diese konnte durch das hinzuziehen von Truppen der 4. Armee, die formal zur Heeresgruppe Nord gehörte, und der 10. Armee bis zum 11. September bewerkstelligt werden und am 19. September kapitulierten die Armee Posen und Armee Pommerellen und 170.000 polnische Soldaten gingen in Kriegsgefangenschaft. Einen Tag zuvor, am 18. September waren von Rundstedts Truppen unterdessen in Lublin einmarschiert, das der polnischen Regierung als Ersatz-Hauptstadt gedient hatte, nachdem Warschau am 5. September evakuiert worden war. Letzteres befand sich derweil weiterhin im Belagerungszustand und auch eine Schließung des Kessel durch von Rundstedts Truppen am 20. September führte nicht zur Kapitulation der Verteidiger. Stattdessen bedurfte es eines finalen Sturms auf die Stadt durch von Rundstedts Truppen, verstärkt durch Einheiten der Heeresgruppe Nord, um eine Kapitulation herbeizuführen und die Schlacht um Warschau zu beenden. Nachdem die Kapitulation am 28. September besiegelt war, gelangten 100.000 polnische Soldaten in Kriegsgefangenschaft, und deutsche Truppen begannen mit der Besetzung der Stadt. Am 2. Oktober nahm von Rundstedt zusammen mit Blaskowitz auf dem Platz vor der Oper eine Parade der deutschen Wehrmacht ab. Bei einer zweiten Siegesparade am 5. Oktober mit weiteren führenden Wehrmachtsoffizieren und Hitler war er ebenfalls zugegen.
Nach Ende des Feldzugs trat von Rundstedt am 3. Oktober die Nachfolge von Generaloberst Walther von Brauchitsch als Chef des Oberkommando Ost an, womit er den Befehl über alle deutschen Besatzungstruppen in Polen übernahm. Zeitgleich mit seinem Amtsantritt begann die Verlegung der Masse der deutschen Streitkräfte von Polen nach Westdeutschland in Antizipation auf den Westfeldzug. Chef des Stabes des Ober-Ost wurde Erich von Manstein. Als neuer Oberbefehlshaber-Ost bezog von Rundstedt Quartier in der Gemeinde Spała. Sein Amt als Oberbefehlshaber der Heeresgruppe Süd behielt er unterdessen.

##### Westfeldzug
Von Rundstedt blieb 17 Tage in Spała als Oberost stationiert, dann trat er sein Amt an Generaloberst Blaskowitz ab und begab sich nach Koblenz. Dort befand sich das neue Hauptquartier seiner Heeresgruppe Süd, die zum 26. Oktober in Heeresgruppe A umbenannt wurde. Am 19. Oktober, einen Tag vor seinem Wechsel nach Koblenz, hatte das Oberkommando des Heeres unterdessen einen Angriffsplan für den Westfeldzug vorgelegt. Nachdem von Rundstedt Kenntnis von diesem erhalten hatte, regte er, aufgrund von beruflicher Rivalität mit dem Generalstabschef des OKH Franz Halder und in der Überzeugung, dass der Angriffsplan des OKH den alliierten Truppen nicht den entscheidenden Schlag versetzen würde, den Stabschef seiner Heeresgruppe, Erich von Manstein, an, einen alternativen Vorschlag zu erarbeiten. Am 31. Oktober legte von Manstein daraufhin den Sichelschnittplan vor, bei dessen Entwicklung er mit Panzergeneral Heinz Guderian kooperiert hatte. Im Kern sah der Sichelschnittplan vor, dass motorisierte Einheiten überraschend durch die von französischen und belgischen Militärs für unpassierbar gehaltenen und daher schwach verteidigten Ardennen bis zur Kanalküste vordringen sollten, um so große alliierte Streitkräfte in Belgien einzukesseln. Der Sichelschnittplan stieß bei OKH-Stabschef Halder zunächst auf wenig Begeisterung, da er die Ardennen für Panzer unpassierbar hielt. Durch den Mechelen-Zwischenfall wurde der Angriffsplan des OKH am 10. Januar 1940 jedoch hinfällig und der Sichelschnittplan wurde Grundlage für den Westfeldzug. Da es laut Sichelschnittplan von Rundstedts Heeresgruppe A oblag, durch die Ardennen vorzustoßen, wurde ihm für den Feldzug die neugebildete Panzergruppe Kleist zugeteilt, womit ihm die Panzerführer Heinz Guderian, Georg-Hans Reinhardt sowie Erwin Rommel unterstanden.

Nach acht Monaten ohne größere Kampfhandlungen im so genannten Sitzkrieg, griff die deutsche Wehrmacht am 10. Mai 1940 die Niederlande, Belgien, Luxemburg und Nordfrankreich (Fall Gelb) an. Während Fedor von Bocks Heeresgruppe B die Niederlande und Belgien überfiel, machten sich von Rundstedts Truppen an die Überquerung der Ardennen, um anschließend schnellstmöglich an die Kanalküste vorzustoßen, wo man die alliierten Truppen einkesseln wollte. Nach drei Tagen hatten Truppen von von Rundstedts Heeresgruppe die Ardennen überquert und preschten in Richtung Kanalküste weiter. Am 17. Mai gab Hitler einen Haltebefehl an General der Panzertruppe Guderian, er solle warten, bis die Infanterie aufgeschlossen habe. Guderian ignorierte diesen Befehl und setzte den Vorstoß zur Kanalküste fort, worauf ihn Ewald von Kleist seines Kommandos enthob, eine Entscheidung, die von von Rundstedt rückgängig gemacht wurde. Am 20. Mai erreichten Einheiten der Panzergruppe Kleist schließlich ihr Ziel und man begann in Abstimmung mit der von Norden kommenden 6. Armee mit der Einkesselung der alliierten Truppen, die in die Schlacht von Dünkirchen mündete. In deren Verlauf gab von Rundstedt nach Streitigkeiten unter den deutschen Generälen den berühmt gewordenen Haltebefehl, der es den Alliierten ermöglichte, in der Operation Dynamo rund 370.000 eingeschlossene Soldaten aus Dünkirchen nach Großbritannien zu evakuieren, die später den Kern der alliierten Invasionsarmee bildeten.

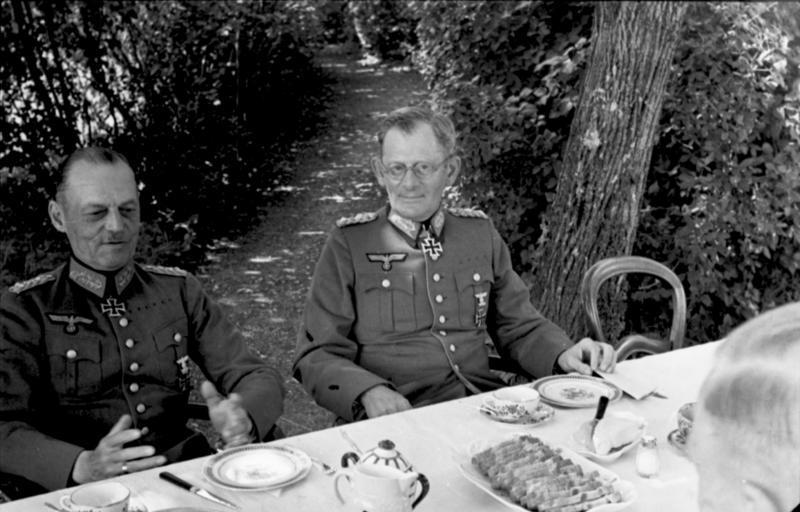
Gerd von Rundstedt (links) mit Maximilian von Weichs 1940 in Frankreich

Danach eroberten die deutschen Truppen in kurzer Zeit die nördliche Hälfte Frankreichs (Fall Rot), bis die französische Regierung am 17. Juni um Waffenstillstand ersuchte. Der schnelle Sieg wurde von der deutschen Propaganda als Durchbruch zu einer neuen, revolutionären Taktik gepriesen, der man die Bezeichnung Blitzkrieg gab. Für seine Erfolge wurde von Rundstedt gleichzeitig mit elf weiteren Offizieren am 19. Juli 1940 in der Krolloper in Berlin in den höchsten militärischen Rang des Generalfeldmarschalls befördert.
Nach Ende des Feldzugs wurde von Rundstedt von Hitler damit beauftragt, sich mit den Planungen für eine Invasion Großbritanniens zu befassen. Er selbst war in diesen Plänen vorgesehen als Oberbefehlshaber der 16. Armee, die zusammen mit der 9. Armee direkt an der Invasion teilnehmen würde. Aufgrund der deutschen Verluste und letztendlichen Niederlage in der Luftschlacht um England wurde die Invasion mehrfach verschoben bevor der Plan im September 1940 schließlich ganz fallen gelassen wurde. Von Rundstedt blieb trotz der abgesagten Invasion weiterhin in Frankreich stationiert, aber statt Oberbefehlshaber der 16. Armee wurde er am 10. Oktober neben seiner Funktion als Oberbefehlshaber der Heeresgruppe A zum Oberbefehlshaber West ernannt. Damit übernahm er das Kommando über alle Wehrmachtstruppen im besetzten Teil Frankreichs. Diesen Posten behielt er bis zum 1. April bevor er von Generalfeldmarschall Erwin von Witzleben abgelöst wurde.

##### Krieg gegen die Sowjetunion
Nach seiner Ablösung durch von Witzleben als OB West beschäftigte sich von Rundstedt ab April mit den Vorbereitungen für eine Invasion der Sowjetunion, die zehn Wochen später beginnen sollte. Obwohl von Rundstedt einem Krieg äußerst kritisch gegenüberstand und ihm eine Zusammenarbeit mit der Sowjetunion bereits seit 1924 bekannt war, übernahm er für die Invasion den Oberbefehl über die Heeresgruppe Süd. Diese umfasste 38 Divisionen und bildete zusammen mit der Heeresgruppe Nord (Wilhelm Ritter von Leeb) und Heeresgruppe Mitte (Fedor von Bock) das über drei Millionen Soldaten starke Ostheer, die größte Invasionsarmee der Geschichte. Aufgabe von von Rundstedts Heeresgruppe Süd war es, binnen weniger Monate die Ukraine mitsamt der Krim und des Donezbeckens zu erobern und bis an die untere Wolga und in den Kaukasus vorzustoßen. Neben Ewald von Kleist (1. Panzergruppe), der ihm bereits beim Überfall auf Frankreich als Panzergeneral gedient hatte, unterstanden von Rundstedt für den Ostfeldzug, Eugen Ritter von Schobert (11. Armee), Carl-Heinrich von Stülpnagel (17. Armee) und nach dem Polenfeldzug erneut Walter von Reichenau (6. Armee). Von Rundstedt war einer der wenigen für die Invasion der Sowjetunion vorgesehenen Oberbefehlshaber, der nicht bei der Rede Hitlers am 14. Juni 1941 zugegen war. In dieser legte der Diktator sein Rational für die Invasion der Sowjetunion gegenüber führenden Militärs dar, nachdem er sich zuvor von einzelnen Heer- und Armeeführern deren Planungen hatte erklären lassen. 

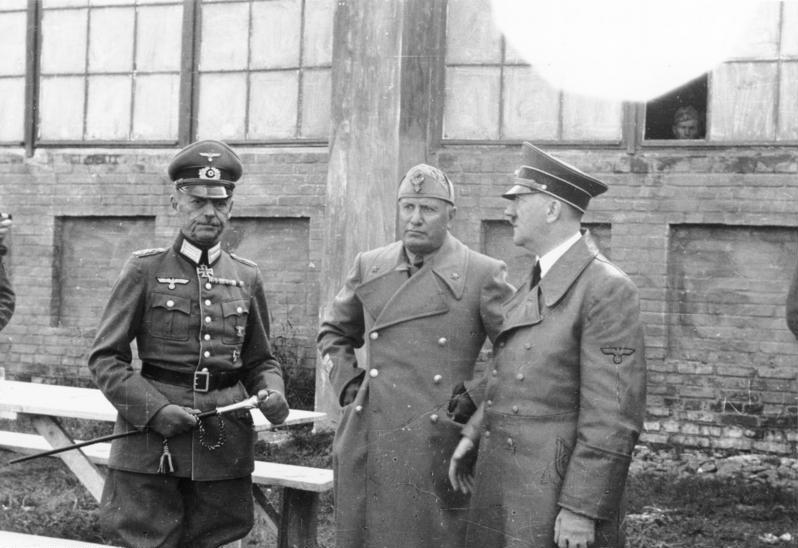
Gerd von Rundstedt (links) mit Benito Mussolini und Adolf Hitler 1941 in Russland

Am 22. Juni 1941 setzte von Rundstedt seinen Verband zeitgleich mit den anderen Heerführern von Bock und Ritter von Leeb in Bewegung und der Krieg gegen die Sowjetunion begann. Vom Generalgouvernement, der Slowakei, Ungarn und Rumänien aus marschierten von Rundstedts Armeen los. Zwar verlief der Feldzug äußerst träge, und eine Umsetzung des ambitionierten Invasionsplans erwies sich zunehmend als illusorisch, aber dennoch verbuchte von Rundstedts Heeresgruppe im Spätsommer 1941 mehrere Erfolge. So gewannen seine Einheiten zwischen Juni und August nacheinander die Panzerschlacht bei Dubno-Luzk-Riwne und die Kesselschlacht bei Uman, durch die ein Großteil der mechanisierten Einheiten der sowjetischen Süd- und Südwestfront zerstört wurden und 103.000 Rotarmisten in Kriegsgefangenschaft gerieten, bevor dann ab Mitte August die Schlacht um Kiew folgte. Die Schlacht sollte zu einem der größten Erfolge in von Rundstedts Militärkarriere werden. Seine Armeen, zwischenzeitlich verstärkt durch Heinz Guderians 2. Panzergruppe und Maximilian von Weichs´ 2. Armee schafften es, die sowjetischen Armeen einzukesseln und zu vernichten, womit die Rote Armee 700.000 Soldaten verlor. Parallel mit der Schlacht um Kiew kam es am 12. September 1941 zu einer Veränderung bei von Rundstedts Armeeführern. Nachdem Eugen Ritter von Schobert bei einem Flugzeugunfall ums Leben gekommen war, wurde General der Infanterie Erich von Manstein, der von Rundstedt als Chef des Stabes beim Polenfeldzug gedient und auf seine Anregung hin den Sichelschnittplan erarbeitet hatte, neuer Chef der 11. Armee. Am 24. September 1941 gab von Rundstedt angesichts der Morde des zur Einsatzgruppe C gehörenden Sonderkommandos 4a folgenden Befehl an die ihm untergebenen Soldaten:

„Eigenmächtiges Vorgehen einzelner Wehrmachtsangehöriger […] gegen die Juden ist verboten, ebenso das Zuschauen oder Photographieren bei der Durchführung der Maßnahmen der Sonderkommandos.“

Ohne ursächlichen Zusammenhang gab der ihm unterstellte Chef der 6. Armee Walter von Reichenau am 10. Oktober, d. h. etwas mehr als zwei Wochen später, den sogenannten Reichenau-Befehl heraus. In diesem wurden Kriegsverbrechen insbesondere der Massenmord an den Juden gerechtfertigt. Von Rundstedt hieß den Befehl gut und er erklärte sich mit ihm „voll einverstanden“.
Nachdem Kiew Ende September vollständig erobert war, rückten von Rundstedts Armeen weiter in Richtung Donezbecken, Asowsches Meer sowie der Halbinsel Krim, als nächste Ziele auf dem Weg zur Wolga und dem Kaukasus. Das Donezbecken wurde im Frühherbst besetzt, während die Eroberung der Krim im November begann, wobei Simferopol, Feodossija und Kertsch alle schnell in deutsche Hände fielen. Trotzdem erwies sich eine Umsetzung des ambitionierten Offensivplans schlichtweg als unmöglich für von Rundstedts Heeresgruppe. Der Vormarsch war zu lange zu langsam verlaufen, bevor er auf der Großteils besetzten Krim und nördlich des Asowschen Meeres völlig zum Erliegen kam. Die letzte große Schlacht der Heeresgruppe Süd unter von Rundstedt war die Schlacht um Rostow. Entgegen Hitlers Weisung, einen Rückzug nicht in Betracht zu ziehen, befahl von Rundstedt im Verlauf der Schlacht eine taktische Rücknahme seiner logistisch und physisch überstrapazierten Verbände, kurz nachdem diese Rostow am Don erobert hatte, da diese im Anschluss von einer sowjetischen Gegenoffensive und Einkesselung bedroht wurden. Er wurde deshalb – als erster von mehreren Generälen, die während der Winterkrise 1941/42 an der Ostfront aufgrund strategisch-taktischer Differenzen mit Hitler von ihren Posten abgelöst wurden – am 1. Dezember 1941 als Oberbefehlshaber der Heeresgruppe Süd entlassen und durch Walter von Reichenau, den bisherigen Oberbefehlshaber der 6. Armee ersetzt. Von Reichenau erkannte nach seiner Ernennung zum Heerführer, dass von Rundstedts Entscheidung korrekt gewesen war und hielt an dieser fest.
Ungeachtet ihrer Meinungsverschiedenheit bezüglich des Vorgehens bei Rostow erhielt von Rundstedt am 12. Dezember 1941 anlässlich seines 66. Geburtstags von Hitler eine Dotation in Höhe von 250.000 Reichsmark. Die Dotation war Teil von Hitlers Bestechungssystem, durch das er sich die Loyalität der Generäle sichern wollte. Von Rundstedt, der, anders als viele seiner Generalskollegen, kein Interesse an dem Geld hatte, es aber auch nicht ablehnte, löste den Scheck über zwei Monate lang nicht ein. Nachdem seine Weigerung, den Scheck einzulösen, anfing in Berlin negativ aufzufallen, löste er ihn im Februar 1942 schließlich doch ein, gab das Geld jedoch nicht aus, sondern überließ es seiner Schwiegertochter.

##### Verteidigung in Frankreich

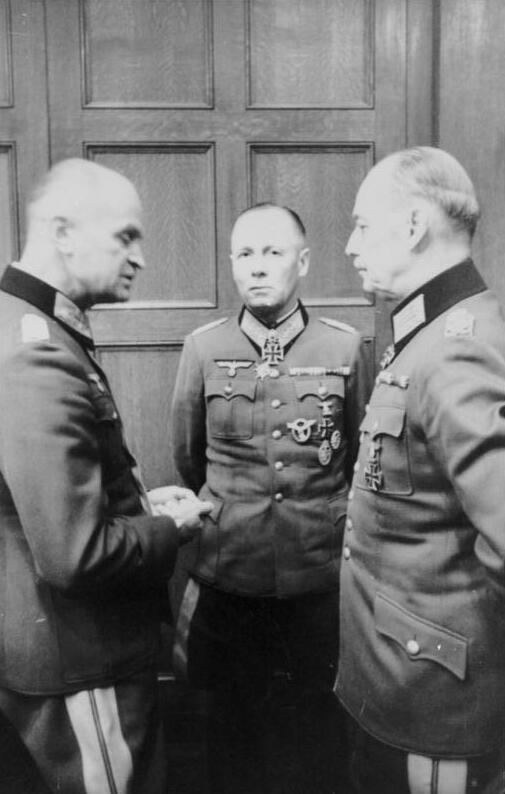
Von Rundstedt (rechts) mit Erwin Rommel (Mitte) und Generaloberst Blaskowitz bei einer Lagebesprechung im Mai 1944 in Paris.

Wenige Monate später erhielt er wieder als Oberbefehlshaber West mit Hauptquartier in Paris ein neues Kommando, dem ab dem 15. April 1941 in Personalunion auch der Oberbefehl über die Heeresgruppe D angekoppelt war. In dieser Funktion schlug er die Operation Jubilee, ein britisch-kanadisches Kommandounternehmen bei Dieppe, erfolgreich zurück. Die britischen Kriegsgefangenen ließ er entgegen dem geltenden Völkerrecht an die Gestapo ausliefern.
Als Kopf des schwerpunktmäßig in Nord- und Südwestfrankreich stationierten Westheeres oblag ihm nach der Führung von Hitlers Blitzkriegen nun eine defensive Aufgabe. Zusammen mit der NS-Bautruppe Organisation Todt (OT) sollte er zur Abwehr der von der Wehrmachtführung bereits erwarteten Invasion der Alliierten den Auf- und Ausbau der Befestigungen des Atlantikwalls organisieren. Von Rundstedt machte sich über die Erfolgschancen der deutschen Defensivmaßnahmen keine Illusionen und rechnete schon Monate vor der eigentlichen Invasion mit einem Erfolg der alliierten Streitkräfte im Falle einer erneuten Landung auf französischem Boden. Seine taktischen Planspiele zielten auf eine Vernichtung der Landungskräfte nach der Landung mit schweren Panzereinheiten ab, Feldmarschall Erwin Rommel hingegen setzte sich bei Hitler durch und trieb den Ausbau des Atlantikwalls weiter voran.
Von Rundstedt war als höchste militärische Instanz für die Aufrechterhaltung der Ordnung in den am 11. November 1942 besetzten („Unternehmen Anton“) Gebieten Vichy-Frankreichs zuständig. Die Initiative zur Zerstörung großer Teile der Altstadt von Marseille im Januar 1943 und Umsiedlung bzw. Deportation von Teilen ihrer Bewohnerschaft geht jedoch primär auf Heinrich Himmler zurück. Dabei kam es zur Kooperation zwischen Himmlers SS und örtlichen Wehrmachtbefehlshabern.
Als am 6. Juni 1944 die alliierten Truppen im Rahmen der amphibischen Operation Overlord in der Normandie landeten, waren von Rundstedts Reaktionsmöglichkeiten stark begrenzt, da die mobilen Hauptreserven für einen konzentrierten Gegenschlag im Raum Paris nur mit Hitlers ausdrücklicher Genehmigung eingesetzt werden durften („Führervorbehalt“), die zu spät erteilt wurde, um den Gegenschlag erfolgreich führen zu können (Näheres hier).
Nachdem die Vernichtung des alliierten Brückenkopfs aufgrund der massiven materiellen und personellen Unterlegenheit der Wehrmacht und der fehlenden Lufthoheit misslang, sah von Rundstedt keine Chancen mehr zur militärischen Wende. Nach offener Kritik an der obersten Führung in einem Gespräch mit OKW-Chef Generalfeldmarschall Wilhelm Keitel („… den Krieg beenden, ihr Idioten!“) ließ Hitler ihn am 2. Juli 1944 von Generalfeldmarschall Günther von Kluge als Oberbefehlshaber West ablösen. Auch danach wurde die Lage an der Westfront schlechter.

##### Vorsitz des Ehrenhofs der Wehrmacht

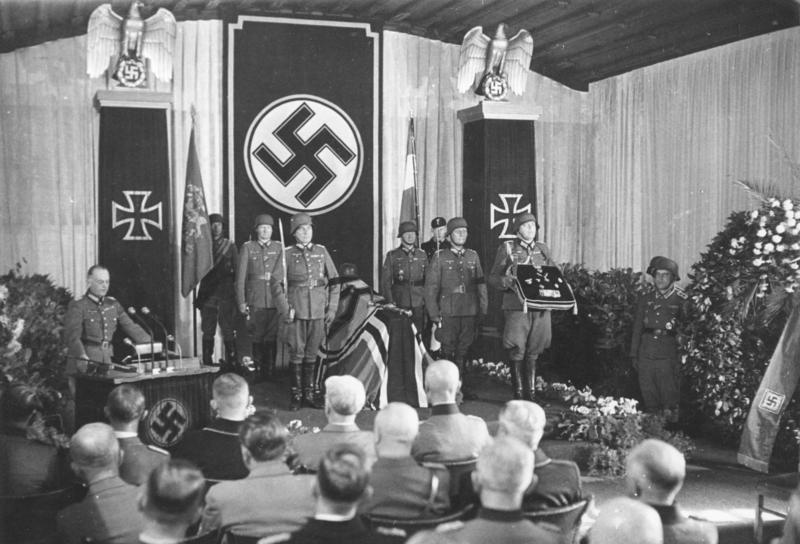
Von Rundstedt hält die Trauerrede bei Erwin Rommels Beerdigung, Oktober 1944

Unter anderem um sich karrieristisch zu rehabilitieren, übernahm von Rundstedt anschließend den Vorsitz des am 2. August 1944 errichteten Ehrenhofs der Wehrmacht. In dieser Funktion stieß er im Auftrag des NS-Regimes zahlreiche mit dem Attentat vom 20. Juli 1944 kompromittierte Wehrmachtsangehörige aus dem Heer aus, sodass das Reichskriegsgericht für ihre Aburteilung nicht mehr zuständig war und sie vom Volksgerichtshof unter dem Vorsitz von Roland Freisler in Schauprozessen abgeurteilt werden konnten.
Am 18. Oktober 1944 hielt von Rundstedt anlässlich des Staatsaktes im Ulmer Rathaus die offizielle Trauerrede für den am 14. Oktober 1944 vom NS-Regime zum Selbstmord getriebenen Generalfeldmarschall Rommel, wobei die wahren Hintergründe des Ablebens Rommels nicht zur Sprache kamen.

##### Rückzug an der Westfront

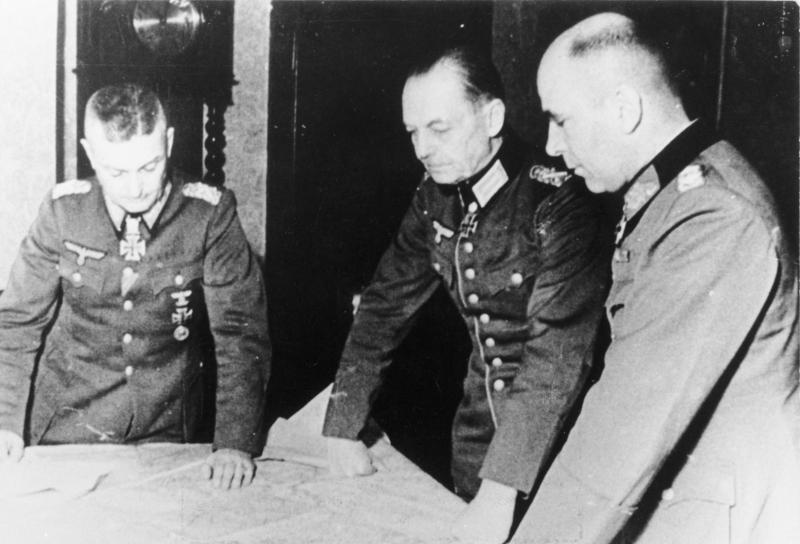
Von Rundstedt mit Walter Model und Hans Krebs im November 1944

Bereits Anfang September 1944 setzte Hitler ihn wieder als Oberbefehlshaber West ein; in dieser Funktion leitete Gerd von Rundstedt von Koblenz aus die rasante Absetzbewegung der deutschen Weststreitkräfte nach Belgien und Elsass-Lothringen. In dieser Funktion gelang ihm und dem Oberbefehlshaber der Heeresgruppe B, Generalfeldmarschall Walter Model, einer der letzten deutschen Siege an der Westfront bei Arnheim, wo alliierte Fallschirmjägerverbände im Rahmen der Operation Market Garden die Niederlande befreien wollten, indem sie beabsichtigten, einen Keil zwischen das Ruhrgebiet und die großen Flüsse in den Niederlanden zu treiben. Der alliierte Weg in die norddeutsche Tiefebene wäre dann möglich gewesen.
Nachdem sich aufgrund des verlangsamten alliierten Vorstoßes die prekäre Lage der deutschen Truppen an der Westfront kurzzeitig stabilisieren konnte, führte von Rundstedt auf Befehl Hitlers im Dezember 1944 die letzte deutsche Großoffensive im Zweiten Weltkrieg. Der von 250.000 Soldaten und 600 Panzern geführte Angriff auf die Ardennen scheiterte jedoch bereits in der Anfangsphase, da er von Hitler viel zu großräumig ausgelegt worden war, und führte zum Verschleiß der letzten deutschen Truppenreserven und zu einer substanziellen Dezimierung des Westheeres. Von Rundstedt hatte für eine kleinere Offensive argumentiert, konnte sich aber nicht durchsetzen und führte die überdimensionierte Operation nach Hitlers Planung durch. Den daraufhin wieder aufgenommenen Vormarsch der Alliierten und die sukzessive Vernichtung seiner durch Nachschubprobleme geschwächten Resttruppen konnte der Oberbefehlshaber West nicht mehr verhindern, da die Ardennenoffensive zu hohe Verluste gefordert hatte.
Am 18. Februar 1945 verlieh Hitler von Rundstedt die Schwerter zum Ritterkreuz. Nach der Rheinüberquerung von US-Truppen über die Ludendorff-Brücke in Remagen (ab 7. März) setzte Hitler den Generalfeldmarschall ab und ersetzte ihn durch Generalfeldmarschall Albert Kesselring, der das Kommando am 12. März übernahm. Seine lange Dienstzeit machte von Rundstedt zum ältesten Offizier der Wehrmacht im Zweiten Weltkrieg. 
Zum Ende des Krieges befand sich von Rundstedt zur Kur bei Bad Tölz, das aufgrund seiner Einflussnahme vor größeren Zerstörungen bewahrt blieb. In der Nacht vom 2. auf den 3. Mai 1945 besetzte die 36. Infanteriedivision („Texas Division“) der US-Amerikaner unter Brigadier General Robert Stack Bad Tölz, dessen Leute auch von Rundstedt festsetzten.

### Nachkriegszeit

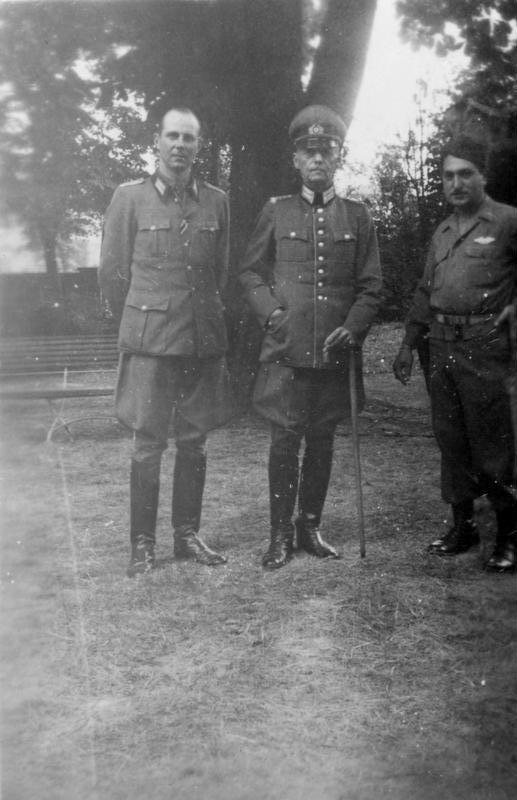
Gerd von Rundstedt und sein Sohn Hans Gerd von Rundstedt nach ihrer Gefangennahme im Jahr 1945

Nach den US-amerikanischen Verhören in Camp Ashcan und dann in Wiesbaden wurde Rundstedt ab Juli 1945 in britische Kriegsgefangenschaft nach Grizedale Hall verbracht, wo Rundstedt wegen Kriegsverbrechen angeklagt wurde. Ihm wurde unter anderem Massenmord in den besetzten sowjetischen Gebieten vorgeworfen. Der Vorwurf wurde mit dem so genannten Reichenau-Befehl begründet, weil Feldmarschall Walter von Reichenau zu diesem Zeitpunkt von Rundstedt unterstand. In dem Befehl wird an mehreren Stellen auf den Völkermord an Juden und Slawen angespielt. So ist etwa die Rede von der „Ausrottung des jüdisch-asiatischen Einflusses im europäischen Kulturkreis“, von der „harten, aber gerechten Sühne am jüdischen Untermenschentum“ und von der „erbarmungslose[n] Ausrottung artfremder Heimtücke“. Der Soldat müsse mehr sein als bloßer „Kämpfer nach den Regeln der Kriegskunst“, nämlich „Träger einer unerbittlichen völkischen Idee“. Nachweislich kannte von Rundstedt diesen Befehl, hat ihn gutgeheißen und sich mit ihm „voll einverstanden“ erklärt.

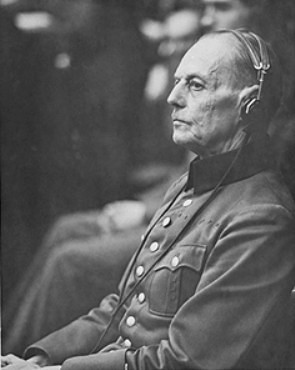
Gerd von Rundstedt als Zeuge am 12. August 1946 während der Nürnberger Prozesse

Aufgrund seines schlechten Gesundheitszustands und seines hohen Alters kam es zu keiner Verurteilung mehr. Seine Herzerkrankung bewog die Briten, ihn im Mai 1949 aus der Gefangenschaft zu entlassen.
Gerd von Rundstedt starb am 24. Februar 1953 in Hannover und wurde auf dem Stadtfriedhof Stöcken beigesetzt.

## Bewertung
Eine vernichtende Kritik an Rundstedt äußerte der Militärhistoriker Sönke Neitzel 2020; Rundstedt habe bereits 1940 beim Westfeldzug militärtaktisch die Zeichen der Zeit nicht erkannt. 1944 habe er dann erneut versagt; Rundstedt habe nun (anders als Rommel, der als einziger aus den Erfahrungen in Italien 1943 die überlegenen Fähigkeiten der Briten und Amerikaner im Artilleriekrieg erkannt habe) am Konzept des Blitzkriegs festhalten wollen und geglaubt, er könne die Landungstruppen der Alliierten mit seinen zurückgehaltenen Panzern in einer Kesselschlacht vernichten. Dadurch und durch Hitlers Kompromisslösung sei das Scheitern der Wehrmacht bei der alliierten Invasion in der Normandie vorweggenommen worden.

## Auszeichnungen (Auswahl)
- Eisernes Kreuz II. und I. Klasse[20]

## Film
In dem Kriegsfilm Der längste Tag (The Longest Day, 1962) wurde er von Paul Hartmann dargestellt. Im Film Die Brücke von Arnheim verkörperte Wolfgang Preiss von Rundstedt.